# Ipililo
Ipililo è una circoscrizione rurale (rural ward) della Tanzania situata nel distretto di Maswa, regione del Simiyu. Conta una popolazione di 18 894 abitanti (censimento 2012).